# J&T
J&T Finance Group – słowacka spółka inwestycyjna, która rozpoczęła działalność w 1993 roku.
Prowadzi działalność w zakresie bankowości prywatnej i detalicznej, zarządzania majątkiem osób fizycznych i instytucji, inwestycji i finansowania projektowego.